# یورگ لوکه
یورگ لوکه (انگلیسی: Jörg Lucke؛ زادهٔ ۷ ژانویه ۱۹۴۲) قایقران روئینگ اهل آلمان بود.
وی در مسابقات کشوری و بین‌المللی در مجموع برندهٔ ۴ مدال طلا، ۳ مدال نقره، ۱ مدال برنز شده‌است.